# Bicubini
Bicubini (Bikumbini) ist ein Ort in der Provinz Litoral in Äquatorialguinea.

## Geographie
Der Ort liegt an einer Verkehrsroute von Bolondo am Nordufer des Mbini nach Bata im Norden. Der Ort liegt zwischen Izaguirre im Südwesten und Manyanga im Nordosten.

## Klima
Nach dem Köppen-Geiger-System zeichnet sich Bicubini durch ein tropisches Klima mit der Kurzbezeichnung Am aus.